# ボー
ボー (baud、略記ではBd) は、1秒間あたりの物理信号パターンの個数を表す単位。「シンボル毎秒」(Symbol/sec)とも。また、その値をボーレート・シンボルレート・変調レートと呼ぶ。
「ボー」という用語は、フランスの電信技術者ジャン＝モーリス＝エミール・ボドーの姓「Baudot」に由来する 。

## 概要
デジタル通信において、物理信号として一度に送信できるデータの最小量をシンボルと呼ぶ。シンボルとして使われる物理信号には、パルスの電圧や、変調した搬送波の周波数・振幅・位相などがある。ボーレートは、1秒間に何個のシンボルを通信路に送受するかをbaudの単位で示したもので、高速通信ではSI接頭語をつけてkbaud (キロボー)・Mbaud (メガボー)・Gbaud (ギガボー)などの単位も用いる。
シンボル1つで複数のビットを表現するものがある。例えば物理信号パターンとして4種類のシンボルA・B・C・Dがあれば、A:00, B:01, C:10, D:11などのように1シンボルで2ビットが表現できる。このようにシンボルとビットは異なる量を表し、それぞれの速度であるボーレートとビットレートもまた異なる概念であるが、しばしば混同されるため注意が必要である (次節参照)。

### 単位の混同
baud, bps (ビット毎秒), Hz (ヘルツ)はいずれも指すものが異なる。それぞれ物理信号個数・データ量・振動数(波の上下動の回数)の1秒間における単位であるが、値が一致することがあり、混同しやすい。例えば、
- 1シンボル(1回の物理信号パターン)が1ビットのデータに対応する場合、1 baud かつ 1 bps となる。
- 1シンボル(1回の物理信号パターン)が4ビットのデータに対応する場合、1 baud かつ 4 bps となる。
- シンボルが正弦波の位相や周波数で表現される場合、1周期がそのまま1信号に対応するため、1 Hz かつ 1 baud となる。
- シンボルが一定期間の0V・1Vいずれかの電圧パルスで表現される場合、最短で2信号揃って初めて上下動1回となるため、1 Hz かつ 2 baud となる。

かつては1シンボルが1ビットとなるシステムが多かったため、baudとすべき表現をbpsと呼ぶ名残が見られることがある。
通信の高速化に伴い、帯域幅を効率的に利用するために多くのビットを1回の物理信号として符号化することが多く、それぞれの単位において一般には比例の関係にはあるが値は一致しない。ビットレート(bps)の高い通信が、ボーレートや周波数(Hz)の低い信号で可能なとき、スペクトル効率(bps/Hz)が良いと表現する。

### 定式化
ボーレート{\displaystyle f_{s}} [baud]は、ビットレート{\displaystyle R} [bps]を各シンボルで表現できるデータ量{\displaystyle N} [bit]で割った値であり、{\displaystyle f_{s}=R/N}と書ける。このとき、{\displaystyle N}ビットの表現には最低でも {\displaystyle M=2^{N}} 種類のシンボルを使う必要がある。この2式から {\displaystyle N} を消去すると得られる関係式
はハートレーの法則と呼び、物理信号の特性による通信データ量の限界を表している。

## 用例

### ベースバンド伝送
ベースバンド伝送はシリアルポートなどで使う方式で、一般にパルス信号電圧の高低パターン(パルス振幅変調)によって各ビット値を振り分けている。その高低レベル数が多いほど1シンボルで送れる情報量が増える。一方で受け取る側は、パターン数が多いとそれぞれのシンボルを識別しにくくなり、劣化した信号ではエラーが増える傾向にある。
信号電圧パターンによるシンボルの生成には一般に伝送路符号が使われる。ベースバンド伝送のボーレートはパルスレートやナイキスト・レートとも呼ばれ、一般に帯域幅の2倍の値となる (1 Hz = 2 baud)。
以下に、ベースバンド伝送の方式におけるボーレートの例を挙げる。
- RS-232 (シリアルCOMポート)では、パルス信号電圧の高低がそのままビット値1/0として表現される。主に 9600 baud や 115200 baud などで動作し、ビットレート(bps)も同じ値をとる。
- マンチェスタ符号では、パルス信号の変動の有無がビット値1/0として表現される。イーサネットの10BASE-Tで採用され、10 Mbaud の動作で 10 Mbpsのデータ量を持つ[注釈 3]。
- イーサネットの1000BASE-Tでは、5種類のシンボル(電圧値)を使って125 Mbaudの動作で250 Mbpsのデータ量を含む。1baudあたり2bpsであれば本来は4種類のシンボルで十分であるが、エラーが起きにくいシンボルを選択するために余裕を持たせている。これをLANケーブル内で4並列に送ることで全体として1Gbpsの通信を達成している[注釈 3]。

### モデム(位相変調)
モデムなどに採用された位相偏移変調では、正弦波の位相変動パターンとして各ビット値を振り分けている。前述の例と同様に、そのパターン数が多いほど1シンボルで送れる情報量が増える一方、受け取る側のエラーも起きやすい。
位相変動パターンは、以下のような信号空間ダイアグラムで各点にビット値が割り振られており、その点における原点からの角度と距離が正弦波の位相と振幅をそれぞれ表している。
| 変調方式 | シンボル数 (種類) | 1シンボルの ビット数 | 信号空間ダイアグラム |
| -------- | ----------------- | -------------------- | -------------------- |
| BPSK     | 2                 | 1                    |                      |
| QPSK     | 4                 | 2                    |                      |
| 8QAM     | 8                 | 3                    |                      |
| 16QAM    | 16                | 4                    |                      |
| 32QAM    | 32                | 5                    |                      |
| 64QAM    | 64                | 6                    |                      |
| 128QAM   | 128               | 7                    |                      |
| 256QAM   | 256               | 8                    |                      |
| 1024QAM  | 1024              | 10                   |                      |
| 4K-QAM   | 4096              | 12                   |                      |
| 16384QAM | 16384             | 14                   |                      |
| 32768QAM | 32768             | 15                   |                      |

これらの変調方式では、一般に帯域幅はボーレートと同じ値となる (1 Hz = 1 baud)。
以下に、パソコン通信時代に広く普及した代表的なモデムを例として挙げる。
- 通信速度1200bpsのモデム(V.22)では、QPSK によって1回の変調で2ビットが処理され、600ボーで動作する。
- 通信速度9600bpsのモデム(V.32)では、16QAMによって1回の変調で4ビットを送り、2400ボーで動作する[7]。
- 通信速度14400bpsのモデム(V32.bis)では、64QAMによって1回の変調で6ビットを送り、同じく2400ボーで動作する[8]。

### スペクトラム拡散通信
スペクトラム拡散通信は、GPS・CDMAの携帯電話・無線LANなどで用いる方式で、変調したQAMなどのシンボルをさらに変調している。この変調信号をチップ(chip)と呼び、その速度をチップレート(chip rate)としてチップ毎秒(chips/sec)の単位で表す。
この方式では広い周波数帯にチップとして弱い信号を散りばめるため、チップの個数はシンボルの数倍～数百倍となるものがある。多くの信号をチップとして送ることで、同じ周波数帯の他の信号による電波干渉に耐えられるようになっている。この結果、全体のスペクトル効率は低くなるが、多数の同時接続が可能となっている。